# Billy Paul
Billy Paul, nascut com a Paul Williams (Filadèlfia, Estats Units, 1 de desembre de 1934 - 24 d'abril de 2016, fou un músic i cantant estatunidenc de música soul.

## Discografia

### Àlbums
- 1968 Feelin' Good at the Cadillac Club (Gamble Records SG 5002)
- 1970 Ebony Woman (Neptune NLPS 201)
- 1971 Going East (Philadelphia International KZ 30580)
- 1972 360 Degrees of Billy Paul (Philadelphia International KZ 31793)
- 1973 Ebony Woman (Philadelphia International KZ 32118 - reissue of Neptune NLPS 201)
- 1973 Feelin' Good at the Cadillac Club (Philadelphia International KZ 32119 - reissue of Gamble SG 5002)
- 1973 War of the Gods (Philadelphia International KZ 32409)
- 1974 Live in Europe (Philadelphia International KZ 32952)
- 1975 Got My Head on Straight (Philadelphia International KZ 33157)
- 1975 When Love Is New] (Philadelphia International KZ 33843)
- 1976 Let 'Em In (Philadelphia International KZ 34389)
- 1977 Only the Strong Survive (Philadelphia International KZ 34923)
- 1979 First Class (Philadelphia International KZ 35756)
- 1980 Best of Billy Paul (Philadelphia International Z 2-36314)
- 1985 Lately (Total Experience TEL8-5711)[1]
- 1988 Wide Open (Ichiban ICH 1025)[2]